# ۶۶۵ (قمری)
۶۶۵ (قمری)، ششصد و شصت و مین سال در گاهشماری هجری قمری است. اول محرم این سال برابر با دوم اکتبر سال ۱۲۶۶ میلادی است.